# Пат
|   | a                                                                  | b                                                                  | c                                                                  | d                                                                  | e                                                                  | f                                                                  | g                                                                  | h                                                                  |   |
| 8 | h3 чорний король · a1 чорна тура · g1 білий слон · h1 білий король | h3 чорний король · a1 чорна тура · g1 білий слон · h1 білий король | h3 чорний король · a1 чорна тура · g1 білий слон · h1 білий король | h3 чорний король · a1 чорна тура · g1 білий слон · h1 білий король | h3 чорний король · a1 чорна тура · g1 білий слон · h1 білий король | h3 чорний король · a1 чорна тура · g1 білий слон · h1 білий король | h3 чорний король · a1 чорна тура · g1 білий слон · h1 білий король | h3 чорний король · a1 чорна тура · g1 білий слон · h1 білий король | 8 |
| 7 | h3 чорний король · a1 чорна тура · g1 білий слон · h1 білий король | h3 чорний король · a1 чорна тура · g1 білий слон · h1 білий король | h3 чорний король · a1 чорна тура · g1 білий слон · h1 білий король | h3 чорний король · a1 чорна тура · g1 білий слон · h1 білий король | h3 чорний король · a1 чорна тура · g1 білий слон · h1 білий король | h3 чорний король · a1 чорна тура · g1 білий слон · h1 білий король | h3 чорний король · a1 чорна тура · g1 білий слон · h1 білий король | h3 чорний король · a1 чорна тура · g1 білий слон · h1 білий король | 7 |
| 6 | h3 чорний король · a1 чорна тура · g1 білий слон · h1 білий король | h3 чорний король · a1 чорна тура · g1 білий слон · h1 білий король | h3 чорний король · a1 чорна тура · g1 білий слон · h1 білий король | h3 чорний король · a1 чорна тура · g1 білий слон · h1 білий король | h3 чорний король · a1 чорна тура · g1 білий слон · h1 білий король | h3 чорний король · a1 чорна тура · g1 білий слон · h1 білий король | h3 чорний король · a1 чорна тура · g1 білий слон · h1 білий король | h3 чорний король · a1 чорна тура · g1 білий слон · h1 білий король | 6 |
| 5 | h3 чорний король · a1 чорна тура · g1 білий слон · h1 білий король | h3 чорний король · a1 чорна тура · g1 білий слон · h1 білий король | h3 чорний король · a1 чорна тура · g1 білий слон · h1 білий король | h3 чорний король · a1 чорна тура · g1 білий слон · h1 білий король | h3 чорний король · a1 чорна тура · g1 білий слон · h1 білий король | h3 чорний король · a1 чорна тура · g1 білий слон · h1 білий король | h3 чорний король · a1 чорна тура · g1 білий слон · h1 білий король | h3 чорний король · a1 чорна тура · g1 білий слон · h1 білий король | 5 |
| 4 | h3 чорний король · a1 чорна тура · g1 білий слон · h1 білий король | h3 чорний король · a1 чорна тура · g1 білий слон · h1 білий король | h3 чорний король · a1 чорна тура · g1 білий слон · h1 білий король | h3 чорний король · a1 чорна тура · g1 білий слон · h1 білий король | h3 чорний король · a1 чорна тура · g1 білий слон · h1 білий король | h3 чорний король · a1 чорна тура · g1 білий слон · h1 білий король | h3 чорний король · a1 чорна тура · g1 білий слон · h1 білий король | h3 чорний король · a1 чорна тура · g1 білий слон · h1 білий король | 4 |
| 3 | h3 чорний король · a1 чорна тура · g1 білий слон · h1 білий король | h3 чорний король · a1 чорна тура · g1 білий слон · h1 білий король | h3 чорний король · a1 чорна тура · g1 білий слон · h1 білий король | h3 чорний король · a1 чорна тура · g1 білий слон · h1 білий король | h3 чорний король · a1 чорна тура · g1 білий слон · h1 білий король | h3 чорний король · a1 чорна тура · g1 білий слон · h1 білий король | h3 чорний король · a1 чорна тура · g1 білий слон · h1 білий король | h3 чорний король · a1 чорна тура · g1 білий слон · h1 білий король | 3 |
| 2 | h3 чорний король · a1 чорна тура · g1 білий слон · h1 білий король | h3 чорний король · a1 чорна тура · g1 білий слон · h1 білий король | h3 чорний король · a1 чорна тура · g1 білий слон · h1 білий король | h3 чорний король · a1 чорна тура · g1 білий слон · h1 білий король | h3 чорний король · a1 чорна тура · g1 білий слон · h1 білий король | h3 чорний король · a1 чорна тура · g1 білий слон · h1 білий король | h3 чорний король · a1 чорна тура · g1 білий слон · h1 білий король | h3 чорний король · a1 чорна тура · g1 білий слон · h1 білий король | 2 |
| 1 | h3 чорний король · a1 чорна тура · g1 білий слон · h1 білий король | h3 чорний король · a1 чорна тура · g1 білий слон · h1 білий король | h3 чорний король · a1 чорна тура · g1 білий слон · h1 білий король | h3 чорний король · a1 чорна тура · g1 білий слон · h1 білий король | h3 чорний король · a1 чорна тура · g1 білий слон · h1 білий король | h3 чорний король · a1 чорна тура · g1 білий слон · h1 білий король | h3 чорний король · a1 чорна тура · g1 білий слон · h1 білий король | h3 чорний король · a1 чорна тура · g1 білий слон · h1 білий король | 1 |
|   | a                                                                  | b                                                                  | c                                                                  | d                                                                  | e                                                                  | f                                                                  | g                                                                  | h                                                                  |   |

Пат (фр. pat, італ. patta — «гра внічию») — становище в шаховій партії, в етюді чи задачі, коли сторона, котра повинна ходити, не може це зробити, бо всі її фігури і пішаки позбавлені можливості зробити хід, при цьому король не перебуває під шахом. Коли виникає пат, шахова партія закінчується нічиєю (з XIX століття).
В шаховій композиції є ряд ідей, тем, в яких використовується патовий стан, зокрема такі задачні теми — Клінга, Анти-Клінга. В етюдах із завданням досягнути нічиєї розв'язком є ходи, внаслідок яких позиція стає патовою, зокрема тема взаємного пату. В етюдах із завданням досягнути виграшу чорні жертвують фігуру, домагаючись створити патову ситуацію за умови прийняття білими жертви — тема Кордеса.